# US Open de 1979
O US Open de 1979 foi um torneio de tênis disputado nas quadras duras do USTA Billie Jean King National Tennis Center, no Flushing Meadows-Corona Park, no distrito do Queens, em Nova York, nos Estados Unidos, entre 28 de agosto a 9 de setembro. Corresponde à 12ª edição da era aberta e à 99ª de todos os tempos.

## Finais

### Profissional
| Categoria | Evento    | Campeã(s)(o/ões)           | Vice-campeã(s)(o/ões)                | Resultado     | Chave(s)  | Chave(s)       |
| --------- | --------- | -------------------------- | ------------------------------------ | ------------- | --------- | -------------- |
| Simples   | Masculino | John McEnroe               | Vitas Gerulaitis                     | 7–5, 6–3, 6–3 | principal | qualificatório |
| Simples   | Feminino  | Tracy Austin               | Chris Evert                          | 6–4, 6–3      | principal | qualificatório |
| Duplas    | Masculino | Peter Fleming John McEnroe | Bob Lutz Stan Smith                  | 6–2, 6–4      | principal | principal      |
| Duplas    | Feminino  | Betty Stöve Wendy Turnbull | Billie Jean King Martina Navrátilová | 6–4, 6–3      | principal | principal      |
| Duplas    | Misto     | Greer Stevens Bob Hewitt   | Betty Stöve Frew McMillan            | 6–3, 7–5      | principal | principal      |

### Juvenil
| Categoria | Evento    | Campeã(s)(o/ões) | Vice-campeã(s)(o/ões) | Resultado | Chave(s)  | Chave(s)       |
| --------- | --------- | ---------------- | --------------------- | --------- | --------- | -------------- |
| Simples   | Masculino | Scott Davis      | Jan Gunnarson         | 6–3, 6–1  | principal | qualificatório |
| Simples   | Feminino  | Alycia Moulton   | Mary Lou Piatek       | 7–6, 7–6  | principal | qualificatório |